# 민중가요 노래패

노래패는 주로 대학이나 노동조합에서 사회운동을 할 때에 부르는 민중가요를 창작/공연하는 동아리를 말한다. 대표적인 노래패로는 서울대의 메아리 (노래패), 성균관대학교의 지누리가 있다. 노래패 이외에도 민중가요를 배경으로 하여 춤 등을 추는 몸짓패, 율동패도 있다.

## 주요 민중가요 노래패
- 메아리 (노래패)
- 지누리 (노래패)
- 소리얼 (노래패)
- 노래마당 (노래패)
- 하날소래 (노래패)
- 아우성 (노래패)
- 하늬바람 (노래패)

## 같이 보기
- 민중가요